# Hatüey Bacardi Club
El Hatüey Bacardi Club es un equipo de fútbol de Haití que juega en la Tercera División de Haití, tercera categoría de fútbol en el país.

## Historia
Fue fundado el 13 de julio de 1935 en la capital Puerto Príncipe y sus primeros años de vida los pasó en la Liga de Puerto Príncipe y también en la desaparecida Copa Vincent antes de la creación de la Liga de fútbol de Haití en 1937.
El club consiguió ganar dos títulos de liga y dos de copa en la década de los años 1940s, pero no juega en la máxima categoría desde la década de los años 1970s.

## Palmarés
- Liga de fútbol de Haití: 2

1940, 1945
- Copa de Haití: 2

1947, 1949